# Pierre Tchernia
Pierre Tchernia (29 de gener de 1928 – 8 d'octubre de 2016) va ser un dels pioners de la televisió francesa.

## Biografia

### Família i infància
El seu veritable nom era Pierre Tcherniakowski, i va néixer en París, França, sent el seu pare Isaac Tcherniakowski, un enginyer de calefacció d'origen jueu asquenazita nascut en 1874 en Odessa (Imperi Rus), que va emigrar en 1898 per a fugir de la misèria. La seva mare, Aimée Dufour, era una costurera. Pierre Tchernia era el germà petit de l'oceanògraf del Museu de l'Home Paul Tchernia (1905-1986).
Alumne del Liceu Pasteur de Neuilly-sur-Seine, Pierre va descobrir el cinema quan freqüentava la sala de projecció del Magic Ciné de Levallois-Perret, on es va instal·lar la família.

### Formació
En acabar els seus estudis obligatoris, va ingressar a l'École Louis-Lumière (ENPC), més endavant integrada a l'Institut des hautes études cinématographiques (IDHEC). En aquest establiment va fer amistat amb Yves Robert, Jean-Marc Thibault i Jean Richard. Graduat el 1948, va trobar el seu primer treball com a director en una gira teatral per Alemanya.

### Carrera

#### Televisió

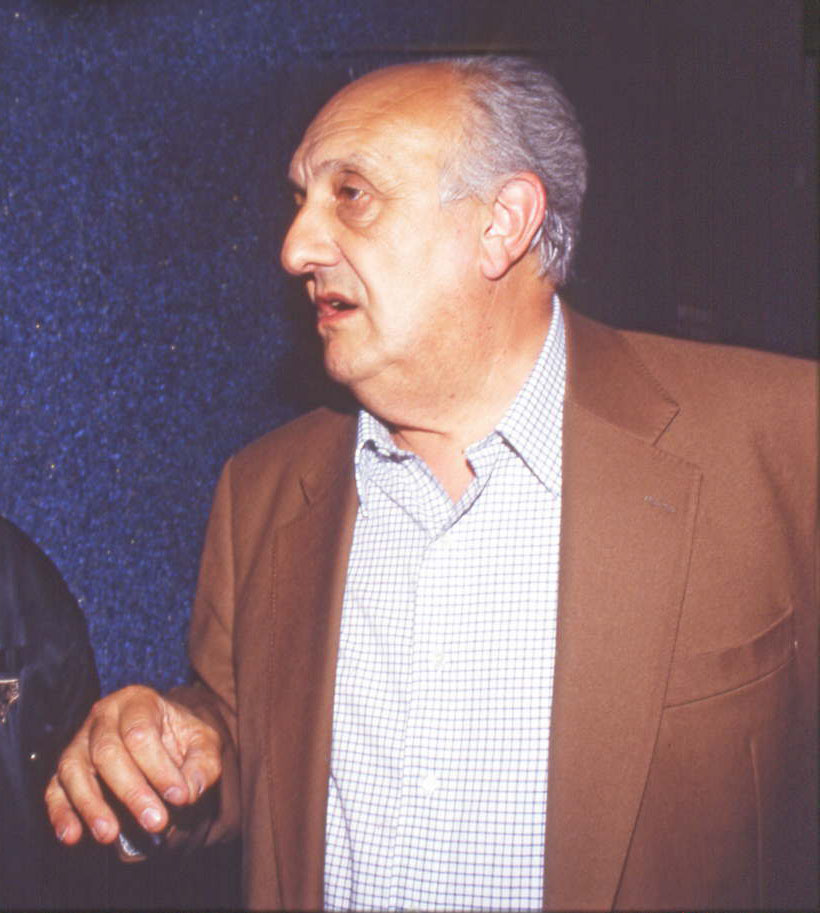
Pierre Tchernia el 1993

Col·laborador del Club d'assaig de la radiodifusió francesa, Pierre Tchernia va conèixer a Pierre Dumayet i va participar en la creació del primer programa de notícies francès el 1949. També va presentar el programa Els Amoureux de la tour Eiffel el 1951, i va crear una sèrie de xous com Monsieur Muguet s'évade, La Boîte à sel (1955-1960) i La Clé des champs (1958-1959). PVa produir i va presentar, a partir de 1961 i durant 17 anys, L'Ami public numéro un, programa a base d'extractes de produccions de Walt Disney Pictures emès en la Première chaîne de la RTF. A més, el 1964 va crear per a la Deuxième chaîne de l'ORTF SVP Disney, xou que va romandre 14 anys en antena.
També va ser un dels presentadors del programa d'informació de ORTF Cinq colonnes à la une, a partir de 1965, produït pels periodistes Pierre Lazareff, Pierre Desgraupes, Pierre Dumayet i Igor Barrère. El programa, creat el gener de 1959, va finalitzar el 3 de maig de 1968.
El 1966 va aconseguir la Rosa Daurada i el Premi del jurat de la premsa en el Festival de la Rose d'Or en Montreux (Suïssa) per L'Arroseur arrosé, un documental humorístic en homenatge als germans Lumière, escrit en col·laboració amb René Goscinny i Jean Marsan.
Tchernia va comentar en directe per a la televisió francesa el Festival de la Cançó d'Eurovisió en dotze ocasions entre 1958 i 1974 : el 1958, 1960, 1962 i 1963 per a la RTF ; després per l'ORTF el 1965, des de 1967 a 1970, 1972 i 1973. El 6 d'abril de 1974, França no va participar en el Festival d'Eurovisió a causa de la defunció del President de França Georges Pompidou ; el concurs es va emetre per la ORTF una setmana després amb els comentraris de Tchernia en diferit.
A partir de novembre de 1966 va presentar Septième art, septième case, el primer concurs televisiu dedicat al cinema, i després, des de 1967 a 1980, també presentà Monsieur Cinéma.
Entre 1976 i 1995, va ser nombroses vegades mestre de cerimònies dels Premis César retransmesos per Antenne 2, France 2 i Canal+. Va presentar en solitari les edicions de 1976, 1977, 1978, 1981, 1985 i 1989, sent acompanyat el 1979 i 1995 per Jean-Claude Brialy, per Peter Ustinov el 1980, per Jacques Martin el 1982, i per Michel Drucker el 1987.
Al costat de Jacques Rouland va presentar Jeudi Cinéma des de 1980 a 1981, xou que va passar a ser Mardi Cinéma entre 1982 i 1987, i Bonjour la télé a partir de 1988, amb Frédéric Mitterrand. En les emissions de Mardi Cinéma, Tchernia (Monsieur Cinéma) va rebre a grans noms del cinema francès i internacional: Jeanne Moreau, Gérard Depardieu, Anna Karina, Jacques Perrin, Jean Marais, Claude Jade, Stéphane Audran, Peter Ustinov, Annie Girardot, Robert Hossein, Jean-Pierre Cassel, Isabelle Adjani, Philippe Noiret, Marie-José Nat i Michel Piccoli, entre d'altres. Monsieur Cinéma va obtenir el 1986 el premi 7 d'or.
El 17 de desembre de 1990, Pierre Tchernia va rebre el Premi 7 d'Or d'honor en la Sisena Nit dels 7 d'Or retransmesa en directe per Antenne 2 des del Lido de París.
En col·laboració amb Arthur va presentar el programa Les Enfants de la télé es de la seva creació, el 17 de setembre de 1994 en France 2 (transferit a TF1 el 1996). Va treballar en el xou fins a juny de 2006, encara que va fer una excepció actuant al novembre de 2007.
Tchernia va actuar per última vegada en televisió el 18 de maig de 2008, participant com a convidat en el programa de France 2 Vivement dimanche, presentat per Michel Drucker.

#### Cinema
El 1961, Pierre Tchernia va escriure amb Robert Dhéry i Alfred Adam el guió de La Belle Américaine, film interpretat pel grup d'actors els Branquignols, formant part del mateix els intèrprets Louis de Funès i Jean Carmet. El film va ser un èxit, i va iniciar una col·laboració amb Robert Dhéry.
Amb el seu amic el guionista René Goscinny, el 1972 va escriure la història del seu primer llargmetratge, Le Viager, amb Michel Serrault en el paper principal, acompanyat per actors com Michel Galabru, Odette Laure, Rosy Varte, Jean-Pierre Darras, Claude Brasseur, Yves Robert, Jean Carmet, Jean Richard i Gérard Depardieu. El film va tenir tal èxit que Tchernia va rodar, el 1974, Les Gaspards, també amn Serrault, Galabru, Depardieu, Carmet, Philippe Noiret, Annie Cordy i Chantal Goya. Pierre Tchernia va triar com a actor principal a Michel Serrault per a gairebé tots els seus llargmetratges i telefilmes.
Pierre Tchernia va fer algunes actuacions en pel·lícules dels seus amics (La Guerre des boutons, d'Yves Robert; La Belle Américaine, Le Petit Baigneur), i també a les seves (Le Viager i La Gueule de l'autre). També va treballar com a narrador en algunes cintes, com per exemple Astérix et Obélix : Mission Cléopâtre.

#### Dibuixos animats
Pierre Tchernia va treballar en l'adaptació a la pantalla de nombrosos àlbums d' Astèrix, prestant la seva veu per a diverses de les cintes de la sèrie. A Astérix et Obélix : Mission Cléopâtre va fer el paper d'un centurió romà i va ser el narrador. També va col·laborar amb Goscinny i Morris en la direcció i el guió del llargmetratge Lucky Luke (1971).
La seva llarga col·laboració amb els estudis Disney li va portar a gravar en el segell Le Petit Ménestrel la narració de diverses històries de films de Walt Disney Pictures, entre ells El llibre de la selva. El 1979, Pierre Tchernia, en nom de Walt Disney Company, va concedir un Premi Mickey honorífic al dibuixant Hergé pel conjunt de la seva obra (la distinció no s'havia atorgat després de 1967).

### Vida privada
A partir de 1963, Pierre Tchernia i la seva esposa, Françoise Pépin, van ser propietaris d'una casa de camp en Kercanic, prop de Névez. El matrimoni va tenir quatre fills.
En els seus darrers anys va viure en una residència en la regió parisenca.
Pierre Tchernia va morir el 8 d'octubre de 2016 a París. Fou enterrat a Névez vora la seva esposa, que havia mort el 1998.

### Distincions
Nomenat cavaller de l'ordre de la Legió d'Honor a partir del 31 de desembre de 1992. Va ser promogut a oficial de l'Ordre el 31 de desembre de 2001, i a comanador el 14 de juliol de 2011.
El 29 de gener de 2008 va rebre la Medalla de la Vila de París.

## Filmografia

### Cinema

#### Actor
- 1953: Les Quatre Mousquetaires, de Gilles Margaritis
- 1959: L'Anglais tel qu'on le parle, de Marcel Cravenne[14]
- 1960: La Brune que voilà
- 1961: La Belle Américaine
- 1962: La Guerre des boutons
- 1962: Un cheval pour deux
- 1963: Carambolages
- 1964: Allez France !
- 1965: Pleins feux sur Stanislas
- 1968: Le Petit Baigneur
- 1971: Le Viager
- 1973: La Gueule de l'emploi
- 1976: Las doce pruebas de Astérix
- 1979: La Gueule de l'autre
- 1980: Signé Furax
- 1985: Les Rois du gag
- 1988: L'Enfance de l'art
- 2002: Astérix et Obélix : Mission Cléopâtre
- 2008: Astèrix als Jocs Olímpics

#### Guionista
- 1961: La Belle Américaine, de Robert Dhéry
- 1963: Carambolages, de Marcel Bluwal
- 1964: Allez France!, de Robert Dhéry
- 1968: Le Petit Baigneur, de Robert Dhéry
- 1969: Trois hommes sur un cheval, de Marcel Moussy

També participà en l'adaptació de dibuixos animats de René Goscinny :
- 1968: Astèrix i Cleopatra
- 1971: Daisy Town
- 1976: Els dotze treballs d'Astèrix
- 1978: La Ballade des Dalton
- 1985: Astèrix i la sorpresa del Cèsar
- 1986: Astèrix a Bretanya
- 1994: Astèrix a Amèrica

#### Director
- 1971: Le Viager
- 1974: Les Gaspards
- 1979: La Gueule de l'autre
- 1988: Bonjour l'angoisse

### Televisió

#### Presentador
- 1951-??? : Les Amoureux de la tour Eiffel (RTF)
- 1955-1960 : La Boîte à sel (RTF) – també creador
- Monsieur Muguet s'évade (RTF) – també creador
- 1958-1959 : La Clé des champs (RTF) – també creador
- 1958-1974 : Festival de la Cançó d'Eurovisió (RTF i ORTF)
- 1959-1961 : Discorama (RTF)
- 1961-1978 : L'Ami public numéro un (RTF, ORTF, TF1) – també creador
- 1963 : La Revue des feuilletons – també creador
- 1964-1978 : SVP Disney (ORTF i Antenne 2) – també creador
- 1965-1966 : Cinq colonnes à la une (ORTF)
- 1966-1967 : Septième art, septième case (ORTF) – també creador
- 1967-1972 / 1975-1980 : Monsieur Cinéma (ORTF i Antenne 2) – també creador
- 1969 : Le Francophonissime (temporada 1)
- 1976-1995 : Cerimònia de los Premis César (Antenne 2, France 2, Canal+)
- 1980-1981 : Jeudi Cinéma (Antenne 2) – també creador
- 1982-1987 : Mardi Cinéma (Antenne 2) – també creador
- 1988-1989 : Bonjour la télé (Antenne 2)
- 1993 : Notre télévision (France 2)
- 1994-2006 : Les Enfants de la télé (TF1) : Presentador junt amb Arthur

#### Actor
- 1961: On purge bébé, de Georges Feydeau
- 1992: Maguy, episodi Maguy, Georges, Pierre et les autres

#### Director
- 1963: Gatemeau et Rondin, ou l'Art et la Manière de faire des feuilletons à la télévision[15] i L'Interview de l'homme invisible[16] a la sèrie La Revue des feuilletons
- 1965: L'Arroseur arrosé[17]
- 1967: Deux Romains en Gaule[18][19]
- 1972: Aujourd'hui à Paris
- 1982: Le Voyageur imprudent
- 1992: Un beau petit milliard
- 1992 : Le Secret du petit milliard – també guionista
- 1997: Jean Carmet, la liberté d'abord (documental)

Pierre Tchernia també realitzà cinc adaptacions de novel·les de Marcel Aymé :
- 1977: Le Passe-muraille - també guionista
- 1978: La Grâce[20] - també guionista
- 1984: Lucienne et le Boucher
- 1990: Héloïse - també guionista
- 1991: L'Huissier

## Teatre

### Actor
- 1948: La Tour Eiffel qui tue, de Guillaume Hanoteau, escenografia de Michel de Ré, Théâtre du Vieux-Colombier

### Autor
- 1984: La Mélodie des strapontins, lletra de Jacques Mareuil, música de Gérard Calvi, escenografia de Jean-Luc Tardieu, Théâtre Graslin, Opéra de Rennes, Caen, Orléans, Tours, Angers.